# Maladera fuscescens
Maladera fuscescens är en skalbaggsart som beskrevs av Moser 1917. Maladera fuscescens ingår i släktet Maladera och familjen Melolonthidae. Inga underarter finns listade i Catalogue of Life.